# Сеймур, Чарльз, 6-й герцог Сомерсет
Чарльз Сеймур (англ. Charles Seymour; 13 августа 1662 — 2 декабря 1748, Петуорт, Сассекс, Англия, Великобритания) — английский аристократ, 4-й барон Сеймур из Троубриджа и 6-й герцог Сомерсет с 1678 года. Член Тайного совета, кавалер ордена Подвязки. Занимал должности лорда-лейтенанта Восточного Райдинга Йоркшира (1682—1687) и Сомерсета (1683—1687), лорда-председателя Совета (29 января — 13 июля 1702), шталмейстера (1702—1712, 1714—1715). Перестроил поместье Петуорт-хаус, сохранившееся до XXI века. За своё тщеславие получил прозвище «Гордый герцог».

## Биография
Чарльз Сеймур родился 13 августа 1662 года и стал младшим сыном Чарльза Сеймура, 2-го барона Сеймура из Троубриджа, и его второй жены Элизабет Алингтон. В возрасте трёх лет он потерял отца. Образование Сеймур получил в школе Хэрроу и Тринити-колледже в Кембридже . Его портрет кисти Натаниэля Дэнс-Холланда сохранился в коллекции колледжа.
В 1675 году старший брат Чарльза Фрэнсис унаследовал от бездетного двоюродного дяди Джона Сеймура титул герцога Сомерсета, но без большей части семейных владений. В 1678 году он погиб в Италии, и 16-летний Чарльз стал 6-м герцогом Сомерсетом и 4-м бароном Сеймуром из Троубриджа. В 1682 году герцог женился на богатой наследнице, 15-летней леди Элизабет Перси — единственной дочери Джоселина Перси, 11-го графа Нортумберленда, которая принесла ему огромные поместья, в том числе замок Алник в Нортумберленде, Петуорт-хаус в Сассексе, замок Леконфилд в Йоркшире, замки Кокермут и Эгремонт в Камберленде, Сайон-хаус в Мидлсексе и Нортумберленд-хаус в Лондоне. Сеймур обязался принять фамилию и герб жены, но позже был освобождён от необходимости это делать.
Герцог занимал должности лорда-лейтенанта Восточного Райдинга Йоркшира (1682—1687) и Сомерсета (1683—1687), в январе 1684 года он стал кавалером ордена Подвязки. В 1683 году Сеймур получил пост камергера при дворе короля Карла II, а в августе 1685 года стал полковником легких драгун (этот полк был сформирован для подавления восстания Монмута). В 1687 году он впал в немилость, когда, будучи первым лордом опочивальни, отказался официально представить при дворе нового папского нунция: по его мнению, это означало бы нарушение английских законов. Король Яков II, разгневанный таким непослушанием, лишил Сеймура его должностей. Во время Славной революции 1688 года герцог поддержал Вильгельма Оранского, который стал новым королём Англии. В 1690 году он стал спикером Палаты лордов, в 1701 году был в составе регентского совета. От королевы Анны герцог получил пост шталмейстера, который занимал 10 лет (1702—1712). Во время правительственного кризиса 1708 года он поддержал герцога Мальборо, но тот отказался дать ему заметный пост, и тогда Сомерсет сблизился с тори. Он сохранил доверие королевы, а его жена сменила герцогиню Мальборо на посту леди мантий в 1711 году. Герцогиня Сомерсет стала ближайшим доверенным лицом королевы, из-за чего Джонатан Свифт в сатире «Виндзорское пророчество» обвинил её в убийстве предыдущего мужа, Томаса Тинна.
Во время династического кризиса, когда королева была на грани смерти, Сомерсет, действуя совместно с Джоном Кэмпбеллом, 2-м герцогом Аргайлом, Чарльзом Толботом, 1-м герцогом Шрусбери, и другими вигами, добился сохранения прав на корону за Георгом Ганноверским. Когда тот взошёл на престол в 1714 году, герцог снова стал шталмейстером, но год спустя, когда его зятя обвинили в связях со Стюартами, окончательно ушёл в отставку. В 1739 году герцог основал больницу для подкидышей в Лондоне, первый в стране детский дом для брошенных детей.
Герцог Сомерсет умер в Петуорте (Сассекс) 2 декабря 1748 года и был похоронен в Сеймурской часовне Солсберийского собора.

## Семья

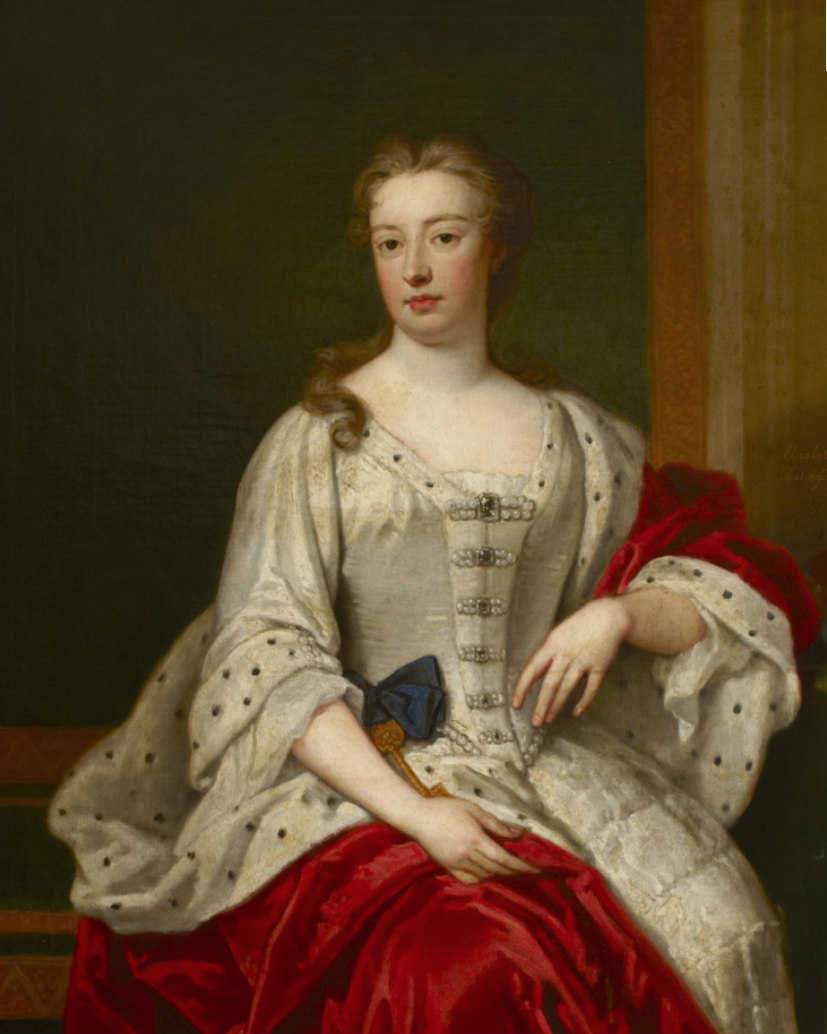
Элизабет Сеймур (в девичестве Перси), первая жена герцога

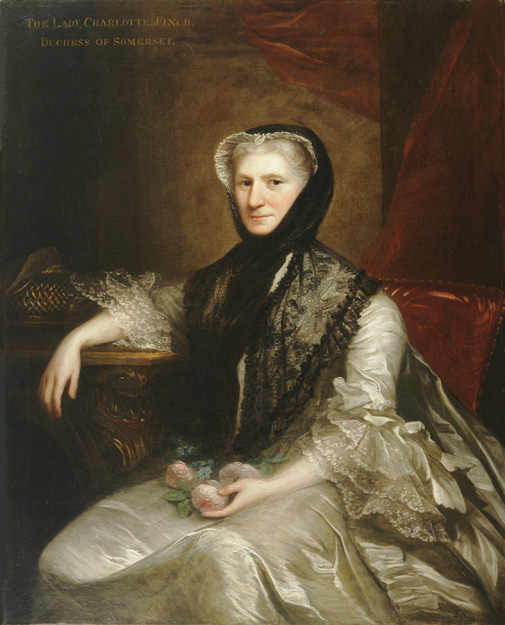
Шарлотта Сеймур (в девичестве Финч), вторая жена герцога

Герцог Сомерсет был дважды женат. 20 мая 1682 года он женился на Элизабет Перси, дочери Джоселина Перси, 11-го графа Нортумберленда, и Элизабет Ризли, вдове Генри Перси, графа Огла, и Томаса Тинна. Будучи герцогиней, Элизабет служила камергером стула и первой леди опочивальни королевы Анны.
В этом браке родились:
- Кэтрин (умерла 9 апреля 1731), жена Уильяма Уиндема, 3-го баронета, мать четырёх детей[6];
- Энн (умерла 27 ноября 1722), жена Перегрина Осборна, 3-го герцога Лидса[7][8];
- Чарльз, граф Хартфорд (приблизительно 22 марта 1683 — до 26 августа 1683)[9][10];
- Элджернон, 7-й герцог Сомерсет (11 ноября 1684 — 7 февраля 1750)[11];
- Элизабет (1685 — 2 апреля 1734), жена Генри О’Брайена, 7-го графа Томонда[12].

4 февраля 1725 года, в возрасте 63 лет, герцог женился на Шарлотте Финч, дочери Дэниэла Финча, 7-го графа Уинчилси, позже 2-го графа Ноттингема, и Энн Хаттон. Известно, что однажды он сказал жене, когда та нежно похлопала его веером по плечу: «Мадам, моя первая жена была Перси, и она никогда не позволяла себе такой вольности». В этом браке родились двое детей:
- Фрэнсис (18 июля 1728 — 25 января 1761), жена Джона Меннерса, маркиза Грэнби, старшего сына герцога Ратленда, мать пяти детей[14];
- Шарлотта (21 сентября 1730 — 15 февраля 1805), жена Генри Финча, 3-го графа Эйлсфорда, мать четырёх детей[15][16].